# Kango (Gabon)
Kango – miasto w Gabonie, położone nad rzeką Komo w Afryce Równikowej.